# Liste des Premiers ministres de l'Ouganda
Le Premier ministre de l’Ouganda est le chef du gouvernement de l’Ouganda. La charge est créée quelques mois avant l’indépendance effective du pays le 9 octobre 1962. En 1966, Milton Obote suspend la constitution et se déclare président. La charge de Premier ministre est rétablie en 1980.

## Premiers ministres du Protectorat
Le tableau suivant répertorie les personnes ayant occupé les fonctions de premier ministre du Protectorat de l'Ouganda, fonction établie dans la foulée de la transition vers l'indépendance du protectorat en 1962, quelques mois avant l'indépendance effective de la République ougandaise.
| Investiture   | Fin du mandat  | Nom                | Parti |
| ------------- | -------------- | ------------------ | ----- |
| 1er mars 1962 | 30 avril 1962  | Benedicto Kiwanuka | DP    |
| 30 avril 1962 | 9 octobre 1962 | Milton Obote       | CPO   |

## Premiers ministres de la République
Le tableau suivant répertorie les personnes ayant occupé les fonctions de premier ministre de la République de l'Ouganda, fonction créée lors de l'indépendance de la république, le 9 octobre 1962. 
| Investiture                                         | Fin du mandat     | Nom                  | Parti  |
| --------------------------------------------------- | ----------------- | -------------------- | ------ |
| 9 octobre 1962                                      | 15 avril 1966     | Milton Obote         | CPO    |
| Poste suspendu du 15 avril 1966 au 18 décembre 1980 |                   |                      |        |
| 18 décembre 1980                                    | 27 juillet 1985   | Otema Allimadi       | CPO    |
| 1er août 1985                                       | 25 août 1985      | Paulo Muwanga        | indép. |
| 25 août 1985                                        | 26 janvier 1986   | Abraham Waligo       | indép. |
| 30 janvier 1986                                     | 22 janvier 1991   | Samson Kisekka       | NRM    |
| 22 janvier 1991                                     | 18 novembre 1994  | George Cosmas Abyebo | NRM    |
| 18 novembre 1994                                    | 5 avril 1999      | Kintu Musoke         | NRM    |
| 5 avril 1999                                        | 25 mai 2011       | Apolo Nsibambi       | NRM    |
| 25 mai 2011                                         | 18 septembre 2014 | Amama Mbabazi        | NRM    |
| 18 septembre 2014                                   | 14 juin 2021      | Ruhakana Rugunda     | NRM    |
| 14 juin 2021                                        | en fonction       | Robinah Nabbanja     | NRM    |